# Heo Sung-tae
Heo Sung-tae (Hangul: 허성태; Busan, n. 20 de octubre de 1977-) es un actor surcoreano.

## Biografía
Se graduó de la Universidad Nacional de Pusan, donde se especializó en ruso. 
Antes de actuar, vendió televisores en el mercado ruso para LG Corporation. Posteriormente se incorporó al departamento de planificación y coordinación de una empresa de construcción naval. 
Sung-tae está casado.
El 11 de febrero de 2022 su agencia que había dado positivo por COVID-19 después de tener contacto con una persona positiva. Por lo que se encontraba tomando las medidas necesarias para recuperarse.

## Carrera
Es miembro de la agencia Hanahreum Company (한아름 컴퍼니).
En marzo del 2017 se unió al elenco recurrente de la serie Tunnel donde dio vida al asesino en serie Jung Ho-young. El actor Ham Sung-min interpretó a Ho-young de joven.
En octubre del mismo año se unió al elenco recurrente de la serie Witch's Court donde interpretó a Baek Sang-ho, un secretario de primer nivel de la firma de abogados "Brother Law".
En enero de 2018 se unió al elenco recurrente de la serie Cross donde dio vida a Kim Hyung-beom, un peligroso hombre que se encuentra sirviendo tiempo en prisión por haber matado al padre del médico Kang In-gyu (Go Kyung-pyo).
En julio del 2019 se unió al elenco recurrente de la serie Watcher donde interpretó a Jang Hae-ryong, el jefe del departamento de investigación de la policía, así como el antiguo compañero del detective Do Chi-kwang (Han Suk-kyu).
En noviembre del mismo año se unió al elenco recurrente de la serie Psychopath Diary donde dio vida a Jang Chil-sung, un gánster retirado que vive en la Unidad 708 y que cree erróneamente que Yook Dong-sik (Yoon Shi-yoon) es un asesino en serie.
El 7 de noviembre del mismo año apareció como parte del elenco de la película The Divine Move 2: The Wrathful donde interpretó a un hombre conocido como "Busan Weed", la figura paterna de Gwi-soo (Kwon Sang-woo), a quien acepta luego de que él perdiera a su familia. La película es un spin-off de The Divine Move.
En febrero de 2021 se unió al elenco recurrente de la serie Freak (también conocida como "Monster"), donde dio vida a Lee Chang-jin, el CEO de "JL Constructions", un hombre de sangre fría que prioriza sus beneficios y metas por enciama de todo, hasta el final de la serie en abril del mismo año.
El 17 de septiembre del mismo año se unió al elenco principal de la serie Squid Game (también conocida como "Round Six") donde interpretó a Jang Deok-soo, un hombre que hará cualquier cosa y usará cualquier medio para sobrevivir.
El 24 de diciembre del mismo año apareció en la serie Mar de la tranquilidad (también conocida como "The Sea of Silence"), donde dio vida a Kim Jae-seon, un jefe de sección de la agencia espacial.
El 14 de enero de 2022 se anunció que estaba en pláticas para unirse al elenco de la serie Insider.

## Filmografía

### Series de televisión
| Año     | Título                            | Personaje                          | Notas                              | Ref.                 |
| ------- | --------------------------------- | ---------------------------------- | ---------------------------------- | -------------------- |
| 2012    | God of War                        | -                                  |                                    |                      |
| 2012    | God's Quiz Season 3               | -                                  | Cameo, ep. 10                      |                      |
| 2013    | Reply 1994                        | Ayudante del Alcalde de Samcheonpo | Cameo, ep. 10                      |                      |
| 2014    | Ugly Miss Young-ae Season 13      | Dueño de la Pizería                | Cameo                              |                      |
| 2014    | Jeong Do Jeon                     | General de Goryeo                  | Cameo                              |                      |
| 2014    | You're All Surrounded             | Detective Oh                       | Cameo                              |                      |
| 2014    | Inspiring Generation              | Hombre Japonés                     | Cameo                              |                      |
| 2014    | God's Gift: 14 Days               | -                                  | Aparición especial                 |                      |
| 2015    | City of the Sun                   | Detective                          |                                    |                      |
| 2015    | Love on a Rooftop                 | -                                  |                                    |                      |
| 2016    | Twenty Dollars to Pyeongyang      | Conductor                          | Drama Special Season 7, 1 episodio |                      |
| 2017    | Saimdang, Light’s Diary           | Wang Jung-chul                     |                                    |                      |
| 2017    | Tunnel                            | Jung Ho-young                      |                                    |                      |
| 2017    | Queen for Seven Days              | Guardia Real                       |                                    |                      |
| 2017    | Live Up to Your Name              | Gángster                           |                                    |                      |
| 2017    | Witch's Court                     | Baek Sang-ho                       |                                    |                      |
| 2018    | Cross                             | Kim Hyung-beom                     |                                    |                      |
| 2018    | Your Honor                        | Hong Jung-soo                      |                                    | [ 22 ] [ 23 ] [ 24 ] |
| 2018    | Big Forest                        | Gil-kang                           |                                    |                      |
| 2019    | Liver or Die                      | Hombre dando Condolencias          | Aparición especial, ep. 1          |                      |
| 2019    | Different Dreams                  | Inspector Matsuura                 |                                    | [ 25 ]               |
| 2019    | The Curling Team                  | Dong-hyuk                          | 4 episodios                        | [ 26 ]               |
| 2019    | Voice 3                           | Narcotraficante                    | Aparición especial, dos episodios  |                      |
| 2019    | Watcher                           | Jang Hae-ryong                     |                                    |                      |
| 2019-20 | Psychopath Diary                  | Jang Chil-sung                     |                                    |                      |
| 2020    | King Maker: The Change of Destiny | Astrólogo                          | Aparición especial, ep. 2          |                      |
| 2021    | Freak                             | Lee Chang-jin                      |                                    |                      |
| 2021    | Racket Boys                       | Entrenador Cheon                   | Aparición especial, ep. 10         | [ 27 ]               |
| 2021    | Squid Game                        | Jang Deok-soo                      | 9 episodios                        |                      |
| 2021    | Mar de la tranquilidad            | Kim Jae-seon                       |                                    |                      |
| 2022    | Bloody Heart                      | Jo Won-pyo                         |                                    | [ 28 ]               |
| 2022    | Adamas                            | Jefe Choi                          |                                    | [ 29 ]               |
| 2022    | Insider                           | Yoon Byung-wook                    |                                    | [ 30 ]               |
| 2022    | Detrás de cada estrella           | Goo Hae-joon                       |                                    | [ 31 ]               |
| 2022-23 | La gran apuesta                   | Seo Tae-seok                       |                                    | [ 32 ]               |
| 2024    | Crash                             | Jeong Chae-man                     |                                    | [ 33 ] [ 34 ]        |
| 2025    | Un chico ejemplar                 | Ko Man-sik                         |                                    | [ 35 ] [ 36 ]        |

### Películas
| Año  | Título                          | Personaje           | Notas                                                                                   | Ref.                 |
| ---- | ------------------------------- | ------------------- | --------------------------------------------------------------------------------------- | -------------------- |
| 2012 | Masquerade                      | Funcionario Público |                                                                                         |                      |
| 2013 | Handshake                       | Yoo-jin             |                                                                                         |                      |
| 2014 | Man on High Heels               | Socio de Heo-gon    |                                                                                         |                      |
| 2014 | Sea Fog (Haemoo)                | Joven Detective     |                                                                                         |                      |
| 2014 | Haru                            | Paciente            |                                                                                         |                      |
| 2014 | The Royal Tailor                | Oficial Jong        |                                                                                         |                      |
| 2015 | Three Summer Night              | Detective Kang      |                                                                                         |                      |
| 2015 | The Night of the Prophet        | Hang-gi             |                                                                                         |                      |
| 2016 | The Age of Shadows              | Ha Il-soo           | junto a Song Kang-ho, Gong Yoo, Han Ji-min, Uhm Tae-goo y Shin Sung-rok                 |                      |
| 2017 | The Outlaws                     | "Serpent"           | junto a Ma Dong seok, Yoon Kye-sang, Jo Jae-yoon, Choi Gwi-hwa y Kim Sung-kyu           | [ 37 ]               |
| 2017 | The Fortress                    | Yong Gol-dae        |                                                                                         |                      |
| 2017 | The Bros                        | Monje Hyung-bae     |                                                                                         |                      |
| 2017 | The Swindlers                   | Jang Du-chil        | junto a Hyun Bin, Yoo Ji-tae, Bae Seong-woo, Park Sung-woong y Nana                     |                      |
| 2018 | Miracle                         | Maestro de Ciencia  |                                                                                         |                      |
| 2018 | A Man's True Colors             | Tae-hoon            |                                                                                         |                      |
| 2018 | FengShui                        | Lee Shi-young       |                                                                                         |                      |
| 2018 | Rampant                         | Lee Jung-rang       |                                                                                         |                      |
| 2019 | Mal-Mo-E: The Secret Mission    | Ueda                | junto a Yoo Hae-jin, Yoon Kye-sang, Kim Hong-pa, Kim Tae-hoon, Woo Hyun y Kim Sun-young |                      |
| 2019 | Intern Detective                | -                   |                                                                                         |                      |
| 2019 | El sospechoso número 12         | No Seok-hyun        | junto a Kim Sang-kyung, Park Sun-young, Kim Dong-young y Jang Won-young                 | [ 38 ]               |
| 2019 | The Divine Move 2: The Wrathful | "Busan Weed"        | junto a Kwon Sang-woo, Kim Hee-won, Kim Sung-kyun, Woo Do-hwan y Lee Hong-nae           |                      |
| 2020 | Black Money                     | Fiscal Choe         |                                                                                         |                      |
| 2020 | Hitman: Agent Jun               | Hyung-do            | junto a Kwon Sang-woo, Jung Joon-ho, Hwang Jin-hee, Lee Yi-kyung y Lee Jun-hyeok        |                      |
| 2020 | Collectors                      | -                   | junto a Lee Je-hoon, Shin Hye-sun, Jo Woo-jin, Im Won-hee y Joo Jin-mo                  | [ 39 ] [ 40 ] [ 41 ] |
| 2020 | Stellar                         | -                   | junto a Son Ho-jun, Lee Kyu-hyung, Park Yeong-gyu, Jeon No-min y Ko Kyu-pil             |                      |
| 2022 | Hunt                            | Jang Cheol-seong    | junto a Lee Jung-jae, Jung Woo-sung y Jeon Hye-jin                                      | [ 42 ]               |
| 2022 | The Boys                        | Detective Park      | junto a Sol Kyung-gu, Yoo Jun-sang, Jin Kyung, Yeom Hye-ran y Kim Dong-young            | [ 43 ] [ 44 ]        |
| 2025 | Nocturnal                       | Jefe de equipo Park | junto a Ha Jung-woo, Kim Nam-gil, Yoo Da-in y Jung Man-sik                              | [ 45 ]               |

### Programas de variedades
| Año        | Título                                          | Función  | Episodios    | Ref.   |
| ---------- | ----------------------------------------------- | -------- | ------------ | ------ |
| 2011       | 기적의 오디션                                   |          |              |        |
| 2017       | Running Man                                     | Invitado | Ep. 381      |        |
| 2018, 2020 | Happy Together Season 4 Happy Together Season 3 | Invitado | Ep. 75 y 527 |        |
| 2019       | Knowing Bros (Ask Us Anything)                  | Invitado | Ep. 203      |        |
| 2021       | Point of Omniscient Interference                | Invitado |              | [ 46 ] |
| 2021       | The Manager                                     | Invitado |              | [ 47 ] |
| 2021       | My Little Old Boy                               | Invitado |              | [ 48 ] |

### Presentador
| Año  | Evento                             | Notas                    |
| ---- | ---------------------------------- | ------------------------ |
| 2021 | 2021 MAMA (2021 Mnet Music Awards) | presentador de categoría |

### Eventos
| Año  | Título                  | Notas |
| ---- | ----------------------- | ----- |
| 2021 | 2021 Asia Artist Awards |       |

## Premios y nominaciones
| Año  | Premios                               | Categoría                                                | Trabajo     | Resultado |
| ---- | ------------------------------------- | -------------------------------------------------------- | ----------- | --------- |
| 2018 | 제26회 대한민국문화연예대상           | 영화부문 남자 우수연기상                                 | The Outlaws | Ganó      |
| 2018 | 54th Baeksang Arts Award              | Best New Actor                                           | The Outlaws | Nominado  |
| 2018 | SBS Drama Award                       | Best Supporting Actor                                    | Your Honor  | Nominado  |
| 2018 | Korea Culture And Entertainment Award | Excellence in Acting                                     | -           | Ganó      |
| 2019 | 제18회 대한민국 퍼스트브랜드 대상     | 씬스틸러 남자배우                                        | -           | Ganó      |
| 2021 | 2021 Asia Artist Award                | AAA Best Actor                                           | -           | Ganó      |
| 2021 | 2021 SBS Drama Award                  | Scene Stealer Award                                      | Racket Boys | Nominado  |
| 2022 | 28th Screen Actors Guild Award        | Outstanding Performance by an Ensemble in a Drama Series | Squid Game  | Nominados |
| 2022 | 58th Baeksang Arts Award              | Best Supporting Actor                                    | Squid Game  | Pendiente |